# كليساي سير
كليساي سير هي قرية في مقاطعة أرومية، إيران. يقدر عدد سكانها بـ 22 نسمة بحسب إحصاء 2016.